# Arsenura biundulata
Arsenura biundulata är en fjärilsart som beskrevs av William Schaus 1906. Arsenura biundulata ingår i släktet Arsenura och familjen påfågelsspinnare. Inga underarter finns listade i Catalogue of Life.